# Силаев, Иван Николаевич
Иван Николаевич Силаев (1915—1943) — красноармеец Рабоче-крестьянской Красной Армии, участник Великой Отечественной войны, Герой Советского Союза (1943).

## Биография
Родился в 1915 году в селе Новиково (ныне — Арзамасский район Нижегородской области). Получил начальное образование, после чего работал в колхозе. В 1942 году он был призван на службу в Рабоче-крестьянскую Красную Армию. К марту 1943 года гвардии красноармеец Иван Силаев был стрелком 78-го гвардейского стрелкового полка 25-й гвардейской стрелковой дивизии 6-й армии Юго-Западного фронта.
2-6 марта 1943 года в составе своего взвода, которым командовал лейтенант Широнин, участвовал в отражении контратак немецких танковых и пехотных частей у железнодорожного переезда на южной окраине села Тарановка Змиёвского района Харьковской области Украинской ССР. В тех боях он погиб. Похоронен в братской могиле на месте боя.
Указом Президиума Верховного Совета СССР «О присвоении звания Героя Советского Союза начальствующему и рядовому составу Красной Армии» от 18 мая 1943 года за «образцовое выполнение боевых заданий командования на фронте борьбы с немецкими захватчиками и проявленные при этом отвагу и геройство» был посмертно удостоен высокого звания Героя Советского Союза. Также посмертно был награждён орденом Ленина.